# فرناندو پائس
فرناندو پائس (پرتغالی: Fernando Paes؛ ۲۴ مه ۱۹۰۷ – ۱۹ مهٔ ۱۹۷۲) سوارکار اهل پرتغال بود.
وی در مسابقات کشوری و بین‌المللی در مجموع برندهٔ ۱ مدال برنز شده‌است.